# 金丸重嶺
金丸 重嶺（かなまる しげね、1900年7月10日 - 1977年12月7日）は、新興写真を代表する写真家。商業写真・広告写真分野の草分け。写真評論家、写真教育者。

## 経歴
1926年に鈴木八郎とともに「金鈴社」（企業などの依頼を受け広告写真の撮影を行う日本初の商業写真スタジオ）を設立し、その後もベルリン五輪取材などをおこなった。デザイナー杉浦非水の「七人社」にも参加した。1932年に『新興写真の作り方』を著し、ヨーロッパの近代写真を広く紹介。1939年に現在の日本大学芸術学部写真学科を創設。1972年、同大学に渡辺義雄とオリジナルプリント収集準備会を発足。『岩波写真文庫』の写真記録を担当した岩波映画製作所の近現代日本の写真記録、旧岩波コレクション（幕末明治期写真関係資料）をはじめとした、国内外の写真家たちの写真コレクションの基礎を築いた。
- 1900年　宮内省宮内官などを務めた佐賀出身の国学者、金丸俊胤の子として東京麻布区に生まれる。
- 1915年　写真を始める。義兄である東京芝白金の前島英男（小川一真とともに宮内省写真部を設立した丸木利陽門下）の前島写真館に入門。鈴木八郎と同門になる。その後、父の転任とともに福島へ。
- 1919年　前年、国学院に入学するが中退。YMCA英語学校へ入学。マンドリンを宮田信義に習い、演奏会に参加。
- 1920年　東京通関株式会社に入社。
- 1924年　東京通関株式会社を退社し、「表現社」の宇高久敬、鈴木八郎、南実と「東京商業写真研究会」結成。
- 1926年　鈴木とともに「金鈴社コマーシャルスタジオ」設立（日本初の広告写真スタジオ）。「金鈴社」では薬品会社や美術雑誌からの依頼の撮影をおこなった。のちに藤本四八が入社。新劇関係者との交流もあった。
- 1927年　杉浦非水の「七人社」の同人となる。
- 1928年 『現代商業美術全集14 写真及び漫画応用広告集』（アルス）に執筆。
- 1929年　七人社展に初出品。東宝映画株式会社嘱託となる。
- 1931年　花王石鹸の広告撮影で木村伊兵衛と出合う。
- 1932年　美術評論家、仲田定之助の示唆を受け、北原正雄の玄光社より『新興写真の作り方』を刊行。
- 1933年　満州に撮影旅行。帰国後、伊東屋にて満州のスナップ展開催。名取洋之助より『NIPPON』の契約カメラマンを依頼される。
- 1935年　全日本写真連盟理事に就任。以後『アサヒカメラ』への執筆が増える。
- 1936年　日本新聞写真連盟ベルリンオリンピック特派員として渡欧。ベルリン・ヘルムアーベル写真学校卒業入学。この頃ライカを使用し始める。ウルシュタイン社でアルバイトを経験。ブラッサイ、マン・レイ、ロバート・キャパらと親交を結ぶ。ベルリンオリンピックでは対抗紙の五社連合より派遣された名取洋之助と出会い、報道合戦を繰り広げた。またパリ暴動をスクープ。
- 1937年　ヘルムアーベル写真学校卒業。『海外作家五十人集』（朝日新聞社）を出版。
- 1938年　東京写真専門学校（現東京工芸大学）講師を委託される（1940年まで）。日本大学専門部芸術科の写真講習会に出講。従軍カメラマンとして武漢侵攻作戦を取材。広告作家懇話会が発足しメンバーに。
- 1939年　日本大学専門部芸術科写真科の主任となる（現日本大学芸術学部写真学科を創設）。ヨーロッパの新興写真を基にした新しい写真表現を中心とした写真教育を始める。
- 1943年　東京有楽町の日本劇場壁面に畳100枚分ほどの大きさとなる写真大壁画「撃ちてし止まむ」を制作（合成写真の原画撮影）。のちに大阪なんば・高島屋にも掲示された。日本大学専門部芸術科教授に就任。
- 1945年　日本大学専門部工科（戦時下、芸術科が工科に）学監に就任。
- 1946年　日本大学専門部芸術科科長に就任。
- 1949年　日本大学教授に就任。津村秀夫編集長のもと復刊『アサヒカメラ』の顧問的な立ち場につく。中島健蔵、与謝野秀（しげる）と「世界感覚の会」を起こす。
- 1950年　渡辺義雄を日本大学芸術学部写真学科に招聘。
- 1953年　社団法人日本写真協会より「写真功労者」として表彰される。
- 1957年　『新しい写真の考え方』渡辺勉、滝口修造と共著刊行（毎日新聞社）。
- 1958年　日本広告写真家協会（APA）初代会長に就任。アメリカ国務省「リーダース・プログラム」の招待により、ヨーロッパを経由しアメリカへ。ヨーロッパの写真家たちと再会。ベルギー文部大臣より文化章を受ける。またアーヴィング・ペン、リチャード・アヴェドン、アンセル・アダムス、ハリー・キャラハン (写真家)らアメリカの写真家たちとも親交を結ぶ。
- 1960年　朝日新聞社より写真功労者として表彰される。
- 1962年　日本宣伝賞委員会より「吉田秀雄賞」を送られる。インド、イラン、トルコ、エジプト、ヨーロッパを旅行。
- 1963年　日本大学学長就任（翌年まで）。
- 1964年　東京オリンピック大会芸術委員・写真展示委員長。
- 1968年　大学紛争による過労から入院。
- 1970年　『写真芸術を語る』（朝日新聞社）刊行。
- 1972年　同大学に渡辺義雄とオリジナルプリント収集準備会を発足。
- 1977年　長年の功績により第6回日本写真家協会賞受賞、勲三等瑞宝章受章。
- 1979年　『写真芸術』（朝日新聞社）刊行。
- 2017年　没後40年記念展覧会「写真家 金丸重嶺 新興写真の時代 1926－1945』開催（日本大学芸術学部芸術資料館）
- 2018年　「金丸重嶺vs名取洋之助 ― オリンピック写真合戦 1936」開催（JCIIフォトサロン）[2]

## 金丸重嶺文献
- 鳥海早喜『新興写真の先駆者 金丸重嶺』国書刊行会、2021年12月。ISBN 9784336072818
- 『嶺 金丸重嶺先生古稀記念』（1974年）
- 『FONS ET ORIGO 金丸重嶺生誕100年記念号』（2000年 日本大学芸術学部写真学科）
- 『FONS ET ORIGO 没後40年記念 写真家 金丸重嶺 新興写真の時代 1926－1945』（2017年 日本大学芸術学部写真学科）